# استان بولیوار (اکوادور)
استان بولیوار (به اسپانیایی: Provincia de Bolívar) یکی از بیست و چهار استان کشور اکوادور است. مرکز آن نیز گواراندا است. 